# 亚内兹·扎夫尔
亚内兹·扎夫尔（1982年12月25日—），斯洛文尼亚足球运动员，司职后卫，曾经入选过斯洛文尼亚国家队。

## 俱乐部生涯
扎夫尔在卢布尔雅那奥林匹亚开始职业足球生涯，随后先后在斯洛文尼亚球队NK卢布尔雅那和NK效力，2006年他曾经短暂效力于挪威白兰恩.回国后加盟国际布洛克两个半赛季，但在2008-2009赛季失去主力位置，2009年冬季转会期中回到母队卢布尔雅那奥林匹亚，赛季结束后和球队解约。
2010年，扎夫尔来到中国足球超级联赛球队山东鲁能试训。在试训失败后，他回国效力一支甲级球队特里格拉夫。
2011年，扎夫尔再次来到中国在深圳红钻试训並最终成功加盟。他在深圳的表现不算成功，原本作为中场球员，他没有起到对外援中卫期待的一夫当关效应，其身材高大转身慢速度慢的弱点反而在特鲁西埃的战术体系中被放大。赛季后他未获续约离队，回国加盟乙级球队。

## 国家队生涯
扎乌尔曾经为斯洛文尼亚U21国家队出场23次，2006年曾经入选国家队，出场4次，其中首发出场3次，替补1次。